# Elizabeth Norberg-Schulz
Pour les articles homonymes, voir Norberg (homonymie) et Schultz.
Elizabeth Norberg-Schulz, née le 29 janvier 1959 à Oslo (Norvège), est une chanteuse d'opéra soprano italienne d'origine norvégienne.

## Biographie
Elizabeth Norberg-Schulz est la fille de l'architecte, historien et théoricien norvégien, Christian Norberg-Schulz et de l'écrivaine et traductrice italienne Anna Maria de Dominicis.
Elle a étudié au Conservatoire Sainte-Cécile de l'Académie nationale de Sainte-Cécile à Rome, avec John Shirley-Quirk, Peter Pears, et pendant quelques années avec Elisabeth Schwarzkopf, avant de commencer sa carrière dans l'Opéra et de chanter en concert.
Elle a chanté sur les plus prestigieuses scènes d'opéra à travers le monde, parmi lesquelles La Scala, le Teatro dell'Opera di Roma, le Teatro Comunale de Bologne, le Teatro Massimo de Palerme, Teatro Regio di Torino, le Teatro San Carlo à Naples, le Teatro Carlo Felice à Gênes, La Fenice à Venise, le New York Metropolitan Opera, le Civic Opera House de Chicago, le Royal Opera House de Covent Garden (Londres), l'Opéra Bastille de Paris, La Monnaie à Bruxelles, le Teatro Real à Madrid, l'Opéra de Genève, le Bayerische Staatsoper de Munich, le Wiener Staatsoper de Vienne et l'Opéra national de Norvège.
Depuis 2006, elle est professeur pour la voix et l'interprétation à l'université de Stavanger en Norvège.